# Tomasz Rajski
Tomasz Rajski (ur. 15 czerwca 1985) – polski hokeista.

## Kariera
- SMS I Sosnowiec (2002–2004)
- Podhale Nowy Targ (2004–2009)
- Zagłębie Sosnowiec (2009–2010)
- MMKS Podhale Nowy Targ (2010–2014)

Tomasz Rajski karierę rozpoczynał w Podhalu Nowy Targ. W 2002 roku wyjechał do Szkoły Mistrzostwa Sportowego w Sosnowcu. Absolwent NLO SMS PZHL Sosnowiec z 2004. Do klubu wrócił w 2004 roku, lecz był tylko bramkarzem rezerwowym. W następnym sezonie bronił już na zmianę z Krzysztofem Zborowskim.
W przed sezonem 2006/2007 Rajski bliski był wyjechania do innego klubu, lecz postanowił zostać i powalczyć o miejsce w pierwszym składzie. Podhale sprowadziło kanadyjskiego bramkarza polskiego pochodzenia Davida Lemanowicza. Po słabym początku sezonu Kanadyjczyka bronili na zmianę. Początkiem grudnia Lemanowicz wyjechał i Podhale zostało z jednym bramkarzem – Tomaszem Rajskim. Z nim w składzie Podhale zdobyło mistrzostwo Polski (po 10 latach przerwy), a sam Rajski wykazał się wielką formą (m.in. wybronione karne w decydującym o awansie do finału meczu z Cracovią. Po sezonie został wybrany przez kibiców Podhala Nowy Targ najlepszym zawodnikiem zespołu.
Po mistrzostwach Rajski dostał wiele ofert z Finlandii, Słowacji i Niemiec. Postanowił jednak zostać w Podhalu na kolejny sezon.
Dużo zawdzięcza wspólnym treningom z Davidem Lemanowiczem. Jak sam mówi: "Cierpliwość i ciężka praca na treningach została nagrodzona. Bardzo dużo zawdzięczam Davidowi Lemanowiczowi. Od niego sporo się nauczyłem. Szczególnie poruszania się w bramce".
Przez cały sezon 2007/2008 był pierwszym bramkarzem Podhala (do listopada u Wiktora Pysza, a później u Milana Jančuški).
W następnym sezonie stracił miejsce w podstawowym składzie na rzecz wracającego z KH Sanok Krzysztofa Zborowskiego. Rajski rozegrał 7 spotkań ze średnią bramek puszczonych na mecz równą 2,56.
7 kwietnia 2009 podpisał kontrakt z Zagłębiem Sosnowiec. 25 sierpnia 2010 rozwiązał obowiązujący go kontrakt z klubem z Sosnowca, jako przyczyny podając zaległości finansowe.
W dniu 28 sierpnia 2010 podpisał kontrakt z drużyną MMKS Podhale Nowy Targ.
W 2012 rozpoczął działalność gospodarczą wraz z innym nowotarskim hokeistą, Przemysławem Piekarzem.
W lutym 2014 poinformował o zakończeniu kariery. Ostatni mecz rozegrał 23 lutego 2014.

## Sukcesy
Reprezentacyjne
- Awans do mistrzostw świata do lat 20 Dywizji I Grupy A: 2004

Klubowe
- Złoty medal mistrzostw Polski (1 raz): 2007 z Podhalem Nowy Targ
- Brązowy medal mistrzostw Polski (3 razy): 2006, 2008, 2009 z Podhalem Nowy Targ
- Puchar Polski (1 raz): 2004 z Podhalem Nowy Targ
- Finał Pucharu Polski (1 raz): 2005 z Podhalem Nowy Targ

Indywidualne
- Mistrzostwa Świata Juniorów w Hokeju na Lodzie 2005/I Dywizja#Grupa B:
  - Drugie miejsce w klasyfikacji skuteczności interwencji w turnieju: 93,71%[12]
  - Drugie miejsce w klasyfikacji średniej goli straconych na mecz w turnieju: 2,25

Wyróżnienie
- Srebrny Kij w sezonie 2007/2008